# Prefontaine Classic 2012
Prefontaine Classic 2012 byl lehkoatletický mítink, který se konal 1. června a 2. června 2012 v americkém městě Eugene. Byl součástí série mítinků Diamantové ligy 2012.

## Výsledky
- Archiv výsledků zde [1]

### Muži
| Disciplína     | 1. místo                     | 2. místo                     | 3. místo                  |
| 200 m          | Wallace Spearmon 20,27       | Churandy Martina 20,49       | Marvin Anderson 20,74     |
| 400 m          | LaShawn Merritt 44,91        | Kirani James 44,97           | Chris Brown 45,24         |
| 800 m          | Abubaker Kaki Khamis 1:43,71 | Mohamed Aman 1:43,74         | Nick Symmonds 1:44,32     |
| 1500 m         | Asbel Kipruto Kiprop 3:49,40 | Mekonnen Gebremedhin 3:50,17 | Ayanleh Souleiman 3:50,21 |
| 5 000 m        | Mohamed Farah 12:56,98       | Isiah Koech 12:57,63         | Galen Rupp 12:58,90       |
| 110 m překážek | Liou Siang 12,87             | Aries Merritt 12,96          | Jason Richardson 13,11    |
| Trojskok       | Christian Taylor 17,62 m     | Will Claye 17,48 m           | Phillips Idowu 17,05 m    |
| Vrh koulí      | Reese Hoffa 21,81 m          | Tomasz Majewski 21,60 m      | Dylan Armstrong 21,50 m   |
| Hod oštěpem    | Vadims Vasiļevskis 84,65 m   | Vítězslav Veselý 83,78 m     | Stuart Farquhar 82,23 m   |

### Ženy
| Disciplína       | 1. místo                        | 2. místo                     | 3. místo                                |
| 200 m            | Allyson Felixová 22,23          | Jeneba Tarmohová 22,61       | Blessing Okagbareová 22,63              |
| 400 m            | Sanya Richardsová-Rossová 49,39 | Amantle Montshoová 49,62     | Novlene Williamsová-Millsová 49,78      |
| 3 000 m překážek | Milcah Chemos Cheywaová 9:13,69 | Sofia Assefaová 9:15,45      | Hiwot Ayalewová 9:15,84                 |
| Skok do výšky    | Anna Čičerovová 202 cm          | Světlana Školinová 200 cm    | Chaunté Loweová 197 cm                  |
| Skok o tyči      | Fabiana Murerová 463 cm         | Světlana Feofanovová 458 cm  | Lacy Jansonová Martina Strutzová 438 cm |
| Skok daleký      | Shara Proctorová 684 cm         | Éloyse Lesueurová 683 cm     | Janay DeLoachová 671 cm                 |
| Hod diskem       | Sandra Perkovićová 66,92 m      | Darja Piščalnikovová 63,76 m | Żaneta Glancová 62,84 m                 |